# St. Martini (Zwötzen)

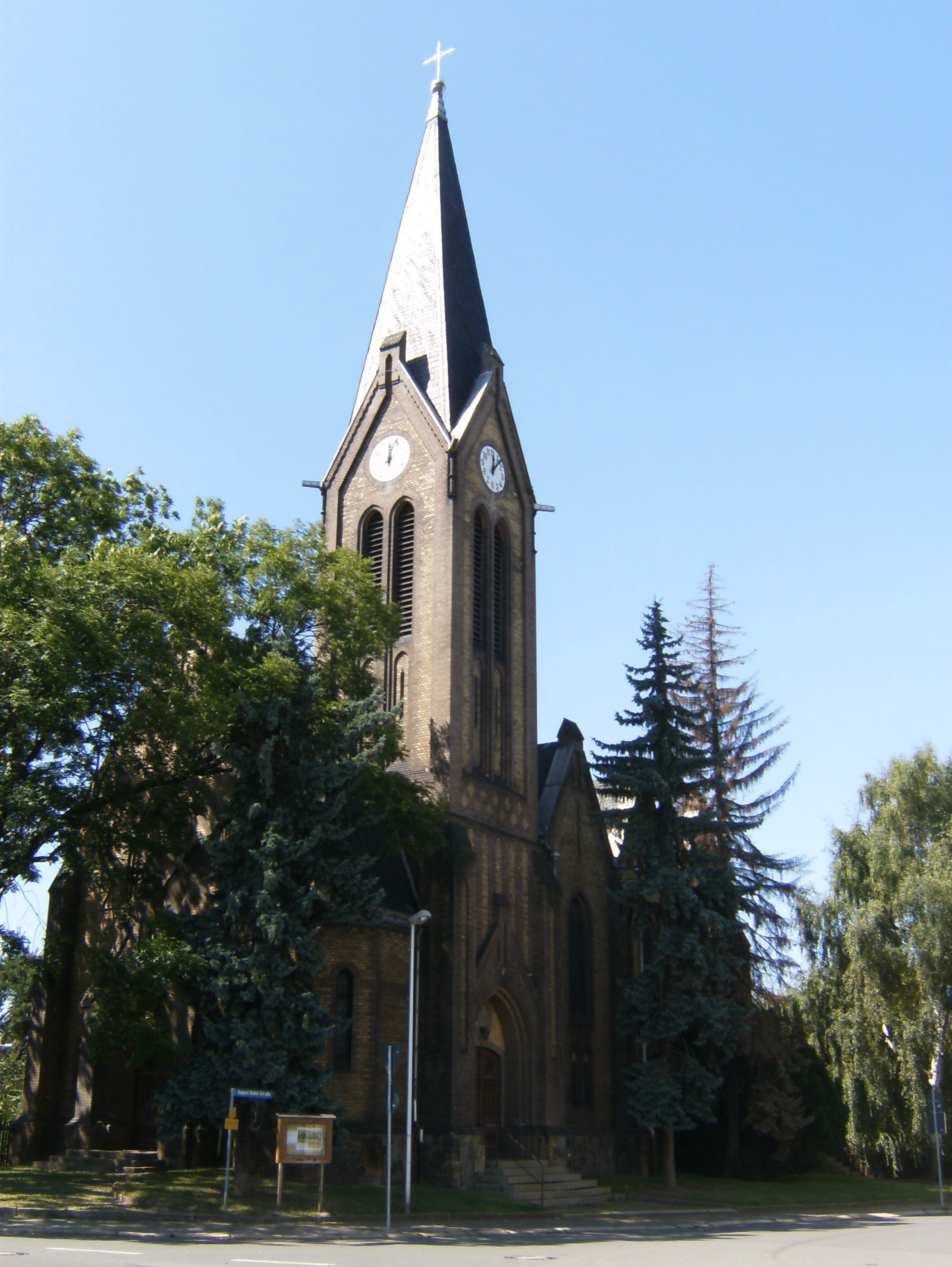
St. Martini Zwötzen

St. Martini ist eine Kirche in Zwötzen, einem Stadtteil im Südosten von Gera in Thüringen. Die Kirchengemeinde gehört zum Kirchenkreis Gera der Evangelischen Kirche in Mitteldeutschland.

## Geschichte
Die durch die hier angesiedelte Textilindustrie bedingte wirtschaftliche Entwicklung des Ortes Zwötzen gegen Ende des 19. Jahrhunderts ließ den Wunsch aufkommen, die seit 1604 belegte und inzwischen als inadäquat angesehene evangelische Pfarrkirche St. Martini durch einen zeitgemäßen Neubau zu ersetzen, für dessen Planung der Leipziger Architekt Julius Zeißig gewonnen wurde. Nach Abbruch der bestehenden älteren Kirche konnte 1894 der Neubau begonnen werden, dessen Einweihung am 10. November, dem Vorabend des Martinstags des Jahres 1895 erfolgte.
Durch das Hochwasser von 2013 wurde die Kirche beschädigt und erfuhr bis 2015 eine grundlegende Sanierung.

## Architektur
Der als asymmetrische zweischiffige Hallenkirche mit eingestelltem nordöstlichem Glockenturm und polygonalem Chorschluss angelegte neugotische Kirchenbau ist in seinem Äußeren mit gelben Verblendern und farblich in rotem Klinkern abgesetzten Gliederungselementen versehen. Im Hallenraum erfolgt die Schiffsteilung durch Arkaden über toskanische Säulen, die anstelle von Gewölben Schwibbögen für eine (im Hauptschiff gefaltete) Flachdecke tragen. Das Seitenschiff enthält eine Empore.
Die Ausstattung stammt im Wesentlichen noch aus der Bauzeit. Aus dem Vorgängerbau wurden zwei barocke geschnitzte Statuen und aus der Kirche Kaimberg ein Triumphkreuz des frühen 17. Jahrhunderts übernommen. Eine von Axel Döhler in den 1950er Jahren geschaffene Lutherskulptur wurde neu in der Kirche aufgestellt. Die farbige Chorverglasung erfolgte 1984.